# Józef Kabi
Józef Kabi (zm. po 70) – arcykapłan żydowski w latach 60-61.
Był synem Szymona syna Kamitosa, arcykapłana w latach 17-18; bratankiem Józefa, arcykapłana w latach 44-47.
Józef został mianowany arcykapłanem przez Heroda Agryppę II po odwołaniu Izmaela syna Fabiego. Stracił swój urząd już w 61 roku. Jego następcą został Annasz Młodszy.

### Opracowania
- André Lemaire, Dzieje biblijnego Izraela, Maria Rostworowska-Książek (tłum.), Poznań: Wydaw. Naukowe UAM, 1998, s. 107, ISBN 83-232-0831-X, OCLC 749523148.